# Dr. Dolittle 2.
A Dr. Dolittle 2. (vagy Doctor Dolittle 2) 2001-es amerikai filmvígjáték, amelyet Steve Carr rendezett. A film az 1998-as Dr. Dolittle folytatása. A főszerepekben Eddie Murphy, Kristen Wilson, Jeffrey Jones és Kevin Pollak láthatóak.

## Cselekmény
Dr. Dolittle-nek (Murphy) segítenie kell Archie-n, a medvén, hogy az megszerezze szerelmét. Eközben meg kell védenie egy erdőt (és egyben az állatok lakhelyét is) a pusztulástól.

## Szereplők
| Karakter                             | Színész                | Szinkronhang       |
| ------------------------------------ | ---------------------- | ------------------ |
| Dr. John Dolittle                    | Eddie Murphy           | Dörner György      |
| Lisa Dolittle                        | Kristen Wilson         | Für Anikó          |
| Charisse Dolittle                    | Raven-Symoné           | Szénási Kata       |
| Maya Dolittle                        | Kyla Pratt             | Bogdányi Titanilla |
| Eric                                 | Lil' Zane              | Bartucz Attila     |
| Titkárnő                             | Denise Dowse           | Némedi Mari        |
| Eldon                                | James Avery            |                    |
| Eldon felesége                       | Elayn Taylor           |                    |
| Eugene Wilson                        | Andy Richter           | Kerekes József     |
| Riley                                | Kevin Pollak           | Józsa Imre         |
| Alligátor (hangja)                   | Kevin Pollak           |                    |
| B. Duff bíró                         | Victor Raider-Wexler   | Gruber Hugó        |
| Joe Potter                           | Jeffrey Jones          | Csurka László      |
| Favágó                               | Mark Griffin           |                    |
| Dokumentumfilm narrátora (hangja)    | Mark Griffin           | Breyer Zoltán      |
| Állatfelügyeleti tisztviselő         | Ken Hudson Campbell    |                    |
| Kutya (hangja)                       | Ken Hudson Campbell    |                    |
| Groupie (hangja)                     | Ken Hudson Campbell    |                    |
| Erdei állat (hangja)                 | Ken Hudson Campbell    |                    |
| Nő                                   | Anne Stedman           |                    |
| Farmer                               | Tommy Bush             |                    |
| Dolgozó a farmon                     | Adam Vernier           |                    |
| Yuppie                               | Chris Marley           |                    |
| Híradós bemondó                      | Shaun Robinson         |                    |
| Bemondó a medvéknél                  | Googy Gress            |                    |
| Shamu edző                           | Lisa Marie Hugueley    |                    |
| A Krokodilvadász                     | Steve Irwin            | Forgács Péter      |
| Klondike Dave, kézbesítő             | Doug Seus              |                    |
| Pincérnő                             | Louise Osbourne        |                    |
| Csivavás nő                          | Brie Hill Arbaugh      |                    |
| Frizbiző srác                        | E.J. Wessel            |                    |
| Archie (hangja)                      | Steve Zahn             | Bajor Imre         |
| Ava (hangja)                         | Lisa Kudrow            | Hernádi Judit      |
| Pepito (hangja)                      | Jacob Vargas           | Magyar Attila      |
| Joey, a mosómedve (hangja)           | Michael Rapaport       | Jáksó László       |
| Oposszum (hangja)                    | Isaac Hayes            | Ujlaki Dénes       |
| Lennie, a menyét (hangja)            | Andy Dick              | Garai Róbert       |
| Mókus (hangja)                       | Joey Lauren Adams      |                    |
| Hal (hangja)                         | Maria Arcé             |                    |
| Hal (hangja)                         | Melique T. Berger      |                    |
| Kutya (hangja)                       | David Cross            |                    |
| Groupie (hangja)                     | David Cross            |                    |
| Iskolai hal (hangja)                 | David DeLuise          |                    |
| Hangosbemondó a lóversenyen (hangja) | Trevor Denman          |                    |
| Szembeteg kutya (hangja)             | John DiMaggio          |                    |
| Wassup-hal (hangja)                  | John DiMaggio          |                    |
| Egér (hangja)                        | John DiMaggio          |                    |
| Zsiráf (hangja)                      | Georgia Engel          | Pikali Gerda       |
| Sonny (hangja)                       | Mike Epps              | Verebes István     |
| Bandita (hangja)                     | Jamie Kennedy          |                    |
| Erdei állat (hangja)                 | Jamie Kennedy          |                    |
| Groupie (hangja)                     | Jamie Kennedy          |                    |
| Hím teknős (hangja)                  | Tom Kenny              |                    |
| Méh (hangja)                         | Clyde Kusatsu          |                    |
| Állatkerti medve (hangja)            | Cedric the Entertainer | Hollósi Frigyes    |
| Madár (hangja)                       | David L. Lander        |                    |
| Madár (hangja)                       | Michael McKean         |                    |
| Szarvas (hangja)                     | Tara Mercurio          |                    |
| Medvebocslány (hangja)               | Mandy Moore            |                    |
| Medvebocsfiú (hangja)                | Frankie Muniz          |                    |
| Groupie (hangja)                     | Bob Odenkirk           |                    |
| Erdei állat (hangja)                 | Bob Odenkirk           |                    |
| Kutya (hangja)                       | Bob Odenkirk           |                    |
| Részeg majom (hangja)                | Phil Proctor           | Szokol Péter       |
| Patkány (hangja)                     | Reni Santoni           |                    |
| Hód (hangja)                         | Richard C. Sarafian    | Székhelyi József   |
| Iskolai hal (hangja)                 | Hal Sparks             |                    |
| Nőstény teknős (hangja)              | Renée Taylor           |                    |
| Állatkerti medve (hangja)            | John Witherspoon       | Kránitz Lajos      |
| Méh (hangja)                         | Keone Young            |                    |
| Mázli (hangja)                       | Norm MacDonald         | Szombathy Gyula    |
| Kalifornia kormányzója               | Lawrence Pressman      |                    |
| Fehér farkas (hangja)                | Arnold Schwarzenegger  | Rosta Sándor       |

## Filmzene
A filmzenei album 2001. június 5-én jelent meg a J Records gondozásában.

## Fogadtatás
Éppúgy, mint az első rész, a második is megosztotta a kritikusokat. A Rotten Tomatoes oldalán 42%-os értékelést szerzett, és 5 pontot ért el a tízből. A Metacritic oldalán 49 pontot szerzett a százból, 28 kritika alapján. A CinemaScore oldalán szintén átlagos minősítést ért el.
A Variety magazin kritikusa, Joe Leydon szerint sokkal családbarátabb a film, mint az első rész, illetve hozzátette, hogy "Eddie Murphy újra remek formában van". A Chicago Sun-Times kritikusa, Roger Ebert 3 csillaggal értékelte a négyből. Kritikája szerint "aranyos, trágár, és a szíve a helyén van". A The Washington Post kritikusa, Rita Kempley szerint a második rész viccesebb, mint az első. A The Washington Post másik kritikusa, Desson Thomson szerint a film nem volt vicces, és felejthetőnek nevezte.

## Megjelenés
2001. október 23-án jelent meg VHS-en és DVD-n. Az első héten 7.32 millió dolláros bevételt termelt.